# Корнелија Ракић
Корнелија Ракић (1879-1952) била је прва универзитетски образована лекарка у Новом Саду и прва Српкиња лекарка у Аустроугарској.
Рођена је 1879. године у Руми, тадашњем граду мађарске покрајине Војводине. Гимназију је завршила у Новом Саду, а студије медицине 1905. године у Пешти као стипендисткиња Добротворне задруге Српкиња Новосаткиња. Помагала је новосађанкама које су желеле да се универзитетски образују. Највећи део своје каријере је провела у Босни у Сарајеву, пошто није успела да отвори приватну ординацију за жене у Новом Саду након чега се пријавила аустроугарској влади у Сарајеву за место лекарке у окупираној Босни. Пола године је провела радећи у болници у Сарајеву након чега је упућена на рад у Бихаћу као срески лекар. Сем тога радила је и у Бањалуци и Мостару. Њен рад, поред уобичајене лекарске праксе, састојао се од истраживања здравственог стања муслиманских жена које су одбијале сваку помоћ мушкараца лекара. Желела је да подигне свест код жена о значају и важности посете лекарима због чега је била похваљена и награђена.
Након распада монархије 1918. године наставила је да ради у Мостару, где се затекла у том тренутку, као референт за здравство у служби Краљевине СХС. Након тога је обављала дужност начелника Амбуланте за мајку и дете у дому здравља у Мостару, где је и остала до пензионисања 1949. године.
Након Првог светског рата учествовала је у оснивању и ширењу јавних здравствених установа у Босни и Херцеговини од 1918. до 1949. године.
Након Другог светског рата постала је подпредседница Друштва Црвеног крста у Мостару. Добитница је бројних признања и одличја Аустроугарске, Краљевине Југославије и ФНРЈ.
Корнелија је умрла у Мостару 1952. године и сахрањена је на месном православном гробљу Бјелушине.